# 高田古建筑群
高田古建筑群位于湖南衡东县草市镇高田村，清代建立，是典型的湘东南地区民居。

## 概况
高田古建筑群始建于清代， 比隔壁的古村落杨林村保存得要好。
高田村新大屋外观装饰朴素简洁，主色调为：青砖、黛瓦、粉白、朱红。
高田村新大屋为二进式阶檐垛子屋，典型的湘东南地区民居。大屋主体为砖石木结构，高两层，上盖瓦顶。屋的两侧外墙是三字山墙，两端有生起施鸱尾。进门台阶由青石板拼铺而成，墙底由红色条形石拼砌而成。

## 近况
2015年，高田村所在的高塘乡与北边的草市镇合并，组成草市镇。
2015年12月，高田古建筑群被公布为衡阳市文物保护单位。